# Sybra subgeminata
Sybra subgeminata là một loài bọ cánh cứng trong họ Cerambycidae.